# نيبويشا بيجيك
نيبويشا بيجيك هو لاعب كرة قدم بوسني في مركز الوسط، ولد في 5 يناير 1988 في زينيتسا في البوسنة والهرسك. شارك مع منتخب البوسنة والهرسك تحت 17 سنة لكرة القدم ومنتخب البوسنة والهرسك تحت 21 سنة لكرة القدم ومنتخب البوسنة والهرسك لكرة القدم. أما مع النوادي، فقد لعب مع رودار برييدور ‏.

## وصلات خارجية
- نيبويشا بيجيك على موقع الاتحاد الأوربي (الإنجليزية)
- نيبويشا بيجيك على موقع قاعدة بيانات كرة القدم.إي يو (الإنجليزية)
- نيبويشا بيجيك على موقع ناشيونال فوتبول تيمز (الإنجليزية)
- نيبويشا بيجيك على موقع Soccerway.com (الإنجليزية)